# Sacré Charlemagne
«Sacré Charlemagne» es una canción interpretada por la cantante francesa France Gall. Fue publicada el 22 de diciembre de 1964 como el sencillo principal del extended play France Gall et ses petits amis. Más tarde, la canción apareció como la canción de apertura en su tercer álbum de estudio del mismo.

## Escritura y temática
La letra de la canción fue escrita por Robert Gall, el padre de la cantante; él la escribió recordando el día en que la había regañado por escribir “Vive Charlemagne!” en el ascensor de su edificio. La canción trata sobre el emperador medieval Carlomagno, tradicionalmente visto como el “inventor de la escuela”, ya que la educación se convirtió en obligatoria para todos los niños durante su reinado. Debido a ello, el narrador de la canción culpa a Carlomagno de tener que ir a la escuela. La canción reflejaba el desprecio por estudiar entre los jóvenes.

## Rendimiento comercial
«Sacré Charlemagne» se convirtió en el primer gran éxito comercial de France Gall, alcanzando el puesto #1 en las listas de sencillos franceses. En Bélgica, el sencillo alcanzó el puesto #4 en el Ultratop de Valonia. También alcanzó la posición #5 en Turquía y #20 en España.
«Sacré Charlemagne» se convirtió en el décimo cuarto sencillo más vendido de Francia en 1964, con un total de más de 300.000 copias vendidas.

## Posicionamiento

### Gráfica semanal
| Gráfica (1964–65)                       | Pico de posición |
| --------------------------------------- | ---------------- |
| Bélgica (Valonia) (Ultratop 50 Singles) | 4                |
| España (PROMUSICAE)                     | 20               |
| Francia (IFOP)                          | 1                |
| Turquía (Turkish Singles Chart)         | 5                |

### Gráfica de fin de año
| Gráfica (1964) | Pico de posición |
| -------------- | ---------------- |
| Francia (IFOP) | 14               |

## Certificaciones y ventas
| País           | Certificación | Ventas  |
| -------------- | ------------- | ------- |
| Francia (IFOP) | —             | 300,000 |